# Sikri Kalan
Sikri Kalan es  una ciudad censal situada en el distrito de Ghaziabad en el estado de Uttar Pradesh (India). Su población es de 7037 habitantes (2011). 

## Demografía
Según el  censo de 2011 la población de Sikri Kalan era de 7037 habitantes, de los cuales 3805 eran hombres y 3232 eran mujeres. Sikri Kalan tiene una tasa media de alfabetización del 79,62%, superior a la media estatal del 67,68%: la alfabetización masculina es del 87,71%, y la alfabetización femenina del 70,70%.